# Monts Wuyi
Les monts Wuyi (sinogrammes simplifiés : 武夷山脉 ; pinyin : Wǔyí Shānmài), ou Wuyi Shan, sont une chaîne de montagnes située au nord la province chinoise du Fujian, à proximité de la frontière avec la province du Jiangxi. Ils couvrent une superficie de 2 802 km2. Inscrits sur la liste du patrimoine mondial de l'UNESCO en 1999, c'est la zone de protection de la nature possédant la biodiversité la plus exceptionnelle de toute la Chine du sud-est. La région produit en outre de nombreuses variétés de thé, notamment les thés Da hong pao et Lapsang souchong.

## Situation géographique
Les monts Wuyi sont situés à environ 200 km au nord-ouest de la capitale provinciale Fuzhou. Ses coordonnées géographiques sont 27° 43′ N et 117° 41′ E. La zone est reliée au réseau routier chinois par la route provinciale S303. Le site du patrimoine mondial a une superficie de 999,75 km2.

## Géologie

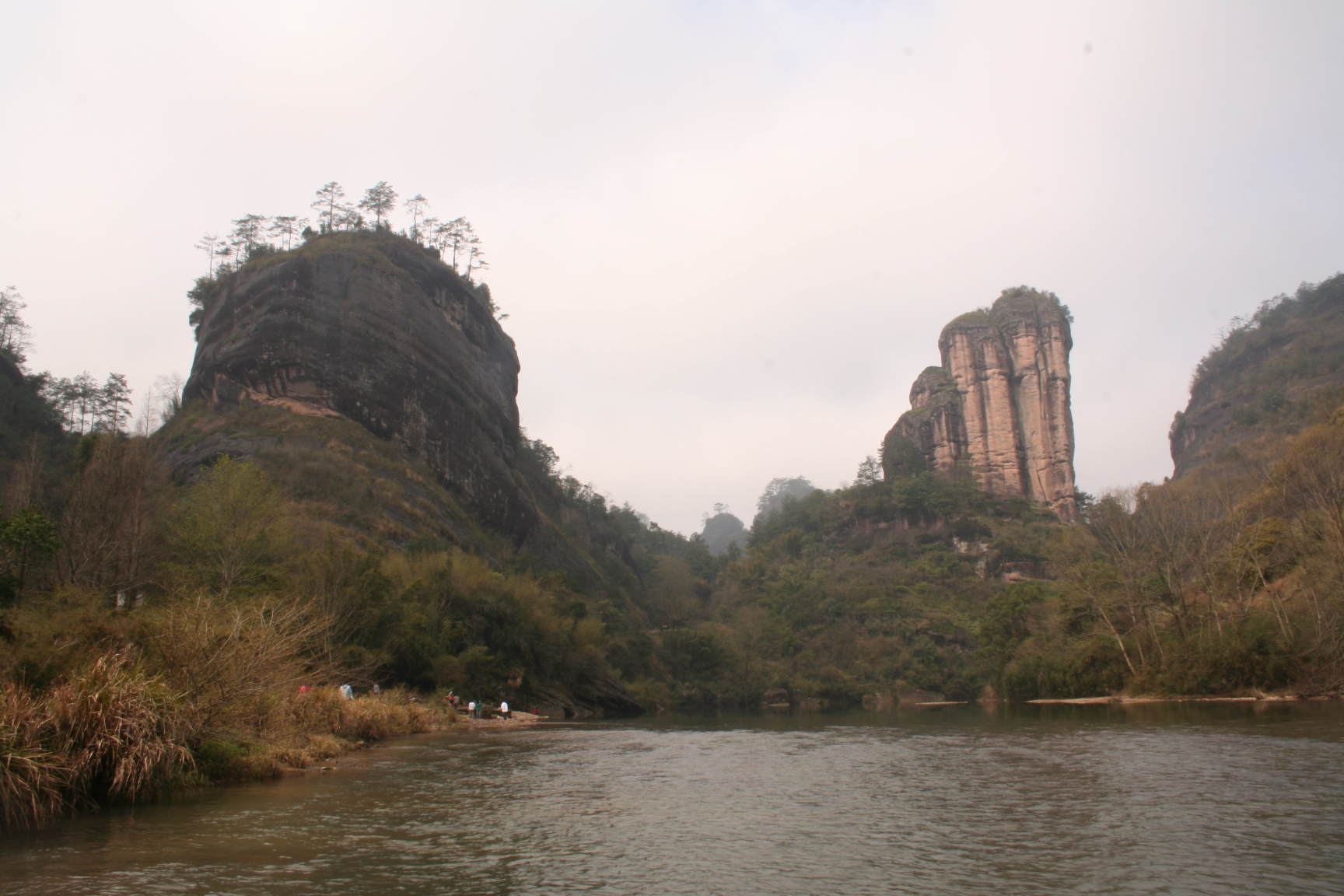
La rivière aux Neuf Coudes dans les monts Wuyi

La région a subi une activité volcanique importante, de larges failles s'y sont développées, modelées depuis par l'érosion naturelle. Les paysages sont caractérisés par des vallées où des rivières sinueuses coulent entre des escarpements semés de dômes et de colonnes, et creusés de nombreuses grottes. Les pics de la partie occidentale sont généralement constitués de roches volcaniques ou plutoniques, alors que les pics et collines de la partie orientale sont constitués de grès rouge, avec des pentes abruptes mais des sommets aplatis. La rivière aux Neuf Coudes (Jiǔqū Xī), d'environ 60 km de longueur, y développe son cours sinueux au fond d'une gorge profonde. Le plus haut sommet est le mont Huanggang à 2 158 m d'altitude, point le plus élevé de la province du Fujian, et les altitudes les plus basses sont d'environ 200 m.

## Climat
Les monts Wuyi qui agissent comme une barrière naturelle, arrêtent l'air froid venant du nord-ouest, et à l'inverse retiennent l'air chaud et humide venant de la mer, conduisant à un climat humide (80 à 85 % d'humidité), avec des précipitations importantes (moyenne annuelle de 2 200 mm dans le sud-ouest et 3 200 mm dans le nord) et la présence fréquente de brumes. Aux altitudes les moins élevées, les températures varient de 12 à 18 °C.
La zone est relativement exempte de pollution, et le gouvernement chinois a installé la première station de suivi de la qualité de l'air dans la région le 31 janvier 2005.

## Biodiversité et environnement

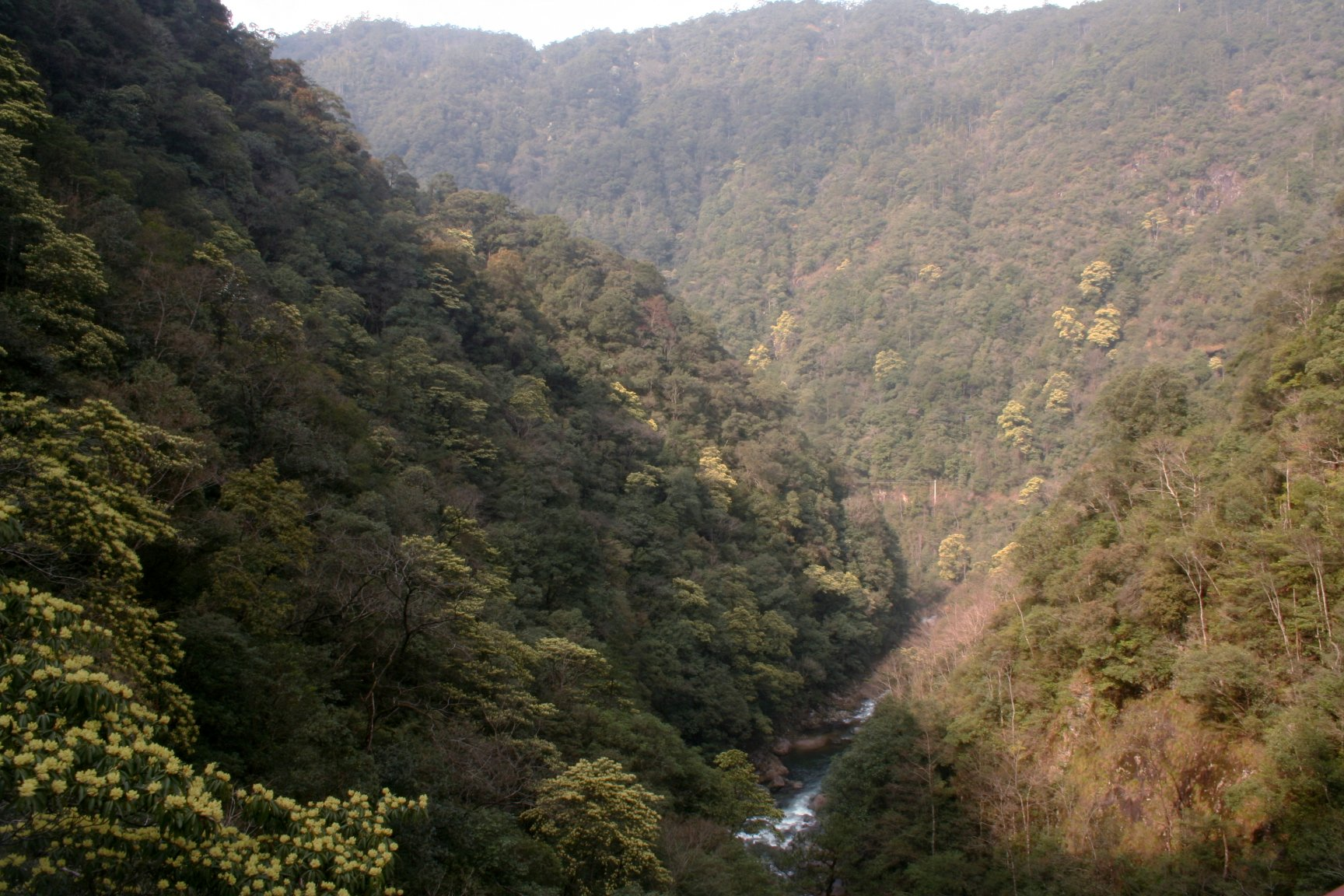
Forêt dans la réserve naturelle des Monts Wuyi

Les monts Wuyi constituent la zone la plus vaste et la plus représentative de forêts subtropicales et tropicales chinoises. Son écologie a survécu depuis la dernière période glaciaire, il y a de cela trois millions d'années environ. Les biologistes ont mené des recherches sur le terrain depuis 1873 dans cette région.
La végétation varie considérablement avec l'altitude, depuis la forêt tempérée de conifères jusqu'à la prairie. Les forêts d'arbres à feuilles persistantes sont les plus communes, certaines d'entre elles constituant les plus grandes étendues de forêts subtropicales humides subsistant au monde. 284 familles, 1 107 genres et 2 888 espèces de plantes supérieures, ainsi que 840 espèces de plantes inférieures et de champignons ont été recensées dans la région. Les familles d'arbres les plus fréquentes sont le hêtre (Fagaceae), le laurier (Lauraceae), le camélia (Theaceae), le magnolia (Magnoliaceae), les Éléocarpacées et l'hamamélis (Hamamelidaceae).
La faune, renommée pour sa grande diversité, comprend ne nombreuses espèces rares. Au total, environ 5 000 espèces animales ont été recensées dans cette zone, 475 d'entre elles sont des vertébrés et 4 635 des insectes. Les espèces de vertébrés se répartissent ainsi :
|            | familles | espèces |
| ---------- | -------- | ------- |
| mammifères | 23       | 71      |
| oiseaux    | 47       | 256     |
| reptiles   | 13       | 73      |
| amphibiens | 10       | 35      |
| poissons   | 12       | 40      |

Quarante-neuf espèces de vertébrés sont endémiques à la Chine et trois sont endémiques aux monts Wuyi. Ces dernières sont le paradoxornis de David (Paradoxornis davidianus), le crapaud épineux de Pope (Vibrissaphora liui) et le serpent des bambous (Pseudoxenodon karlschmidti). Parmi les autres espèces en danger, on trouve le tigre de Chine méridionale (Panthera tigris amoyensis), la Panthère nébuleuse (Neofelis nebulosa), le léopard (Panthera pardus), le muntjac noir (Muntiacus crinifrons), le serow (Capricornis sumatraensis), le tragopan arlequin (Tragopan caboti), le faisan chinois à dos noir (Syrmaticus ellioti), la salamandre géante chinoise (Andrias davidianus), et le kaisar doré porte-queues (Teinopalpus aureus), un papillon diurne.

## Histoire humaine
Des découvertes archéologiques ont permis de faire remonter à 4 000 ans la présence humaine sur les pentes des monts Wuyi. Pendant la dynastie des Han occidentaux, l'ancienne cité de Chengcun a été la capitale du royaume de Minyue. Le palais de Wuyi, construit au VIIe siècle pour permettre aux empereurs de mener des activités sacrificielles, peut encore être visité de nos jours. Les montagnes ont constitué un centre important du taoïsme puis du bouddhisme. Les vestiges de 35 académies érigées depuis la dynastie des Song du Nord jusqu'à la dynastie Qin, et de plus de 60 temples et monastères taoïstes y ont été localisés. Cependant, la plupart d'entre eux sont très incomplets. Les quelques vestiges authentiques qui ont été préservés sont le temple de Taoyuan, le palais de Wannian, le pavillon de Sanqing, le temple de Tiancheng, le temple de Baiyun et le temple de Tianxin. C'est le berceau du néo-confucianisme, un courant du confucianisme devenu très influent à partir du XIe siècle.

## Parc national des monts Wuyi
Une partie des monts Wuyi a été inclus dans la réserve naturelle de Wuyishan en 1979. Le parc paysager des monts Wuyi (武夷山风景名胜区) a été proclamé parc national le 8 novembre 1982.

## Tourisme

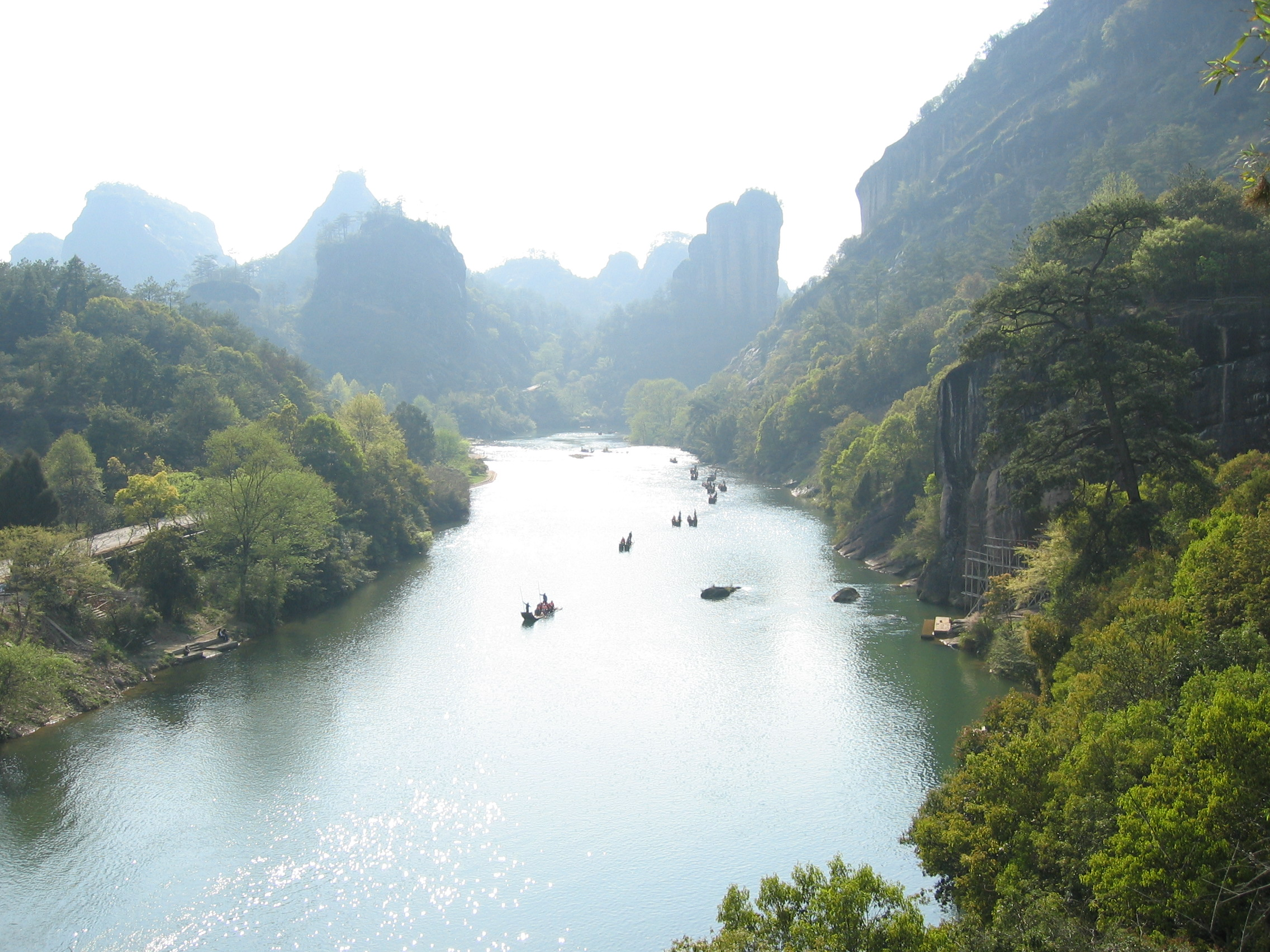
Descente de la Rivière aux Neuf Coudes

Le nombre de visiteurs s'est accru d'environ 424 000 en 1993 à 700 000 en 1998. L'activité la plus populaire est la descente en radeau de bambou de la Rivière aux Neuf Coudes. L'accès des visiteurs à la zone de protection de la biodiversité est limité et sévèrement contrôlé.